# Американу-ду-Бразил
Американу-ду-Бразил (порт. Americano do Brasil) — муниципалитет в Бразилии, входит в штат Гояс. Составная часть мезорегиона Центр штата Гойас. Входит в экономико-статистический микрорегион Аникунс. Население составляет 4986 человек на 2006 год. Занимает площадь 133,562 км². Плотность населения — 37,3 чел./км².

## Статистика
- Валовой внутренний продукт на 2003 год составляет 21 023 479,00 реалов (данные: Бразильский институт географии и статистики).
- Валовой внутренний продукт на душу населения на 2003 год составляет 4236,90 реалов (данные: Бразильский институт географии и статистики).
- Индекс развития человеческого потенциала на 2000 год составляет 0,732 (данные: Программа развития ООН).